# Gordon Hodgson
Gordon Hodgson (Johannesburg, 16 aprile 1904 – Stoke-on-Trent, 14 giugno 1951) è stato un calciatore e crickettista sudafricano naturalizzato inglese, di ruolo attaccante.

## Carriera
Scoperto dagli osservatori del Liverpool in Sudafrica, debuttò nella massima serie inglese il 27 febbraio 1926 contro il Manchester City. Rimase a Liverpool per oltre un decennio, nel corso del quale segnò 241 reti. Giocò poi per Aston Villa e Leeds, con i quali mantenne l'ottima media-gol che fa di lui il quarto miglior marcatore della storia del Liverpool e il quarto della First division inglese. Giocò anche cricket ad alti livelli, nel Lancashire County Cricket Club.